# 삶의 자리
삶의 자리(독일어: Sitz im Leben)는 성서비평학에서 사용되는 개념이다. 특히 양식비평에서 사용되는데, 특정 전승이 암송되고 전달되던 자리를 의미한다.

## 개념 정의
간단히 말해서, 이 개념은 어떤 상황에서 특정한 성서 구절이 기록되었는지를 묘사하고, 자주 성서의 "양식(genres)"이라고 불린다. 편지, 애가(哀歌), 비유, 시, 그리고 노래들의 구체적인 유형을 포함한다. 그러나 삶의 자리를 논하려면, 우리는 많은 사항들을 고려해야 한다. 예를 들어, 누가 그 구절을 말했는지, 그들이 삶에서 맡고 있었던 역할은 무엇인지, 그들의 청중은 어떠한 특징을 지니고 있었는지를 비롯한 여러 사항들이 있다. 왜냐하면 만약 특정 구절이 갖고 있던 원래의 맥락을 제거할 경우에, 그 구절이 지녔던 원래의 의미를 자주 상실하게 되기 때문이다. 

## 개념의 기원
이 용어는 독일의 개신교 신학자인 헤르만 궁켈에게서 비롯되었다. 오늘날 이 용어는 신학적 연구 밖의 다른 영역에서도 사용되며, 특정한 텍스트의 사회학적인 상황을 규명하려는 관점을 지닐 때 필요한 개념이다. 언어학에서 삶의 자리는 어용론(語用論)에 의해 결정된다.

## 예시
예를 들어, "무궁화, 꽃이, 피었습니다..."처럼 아이들이 놀이를 할 때 다 같이 박자를 세는 것이 담고 있는 삶의 자리를 생각해 볼 수 있다. 아이들이 노래를 부를 때, 우리는 그들이 놀고 있는 것을 안다. 그러나 이 맥락을 알지 못한다면, 그 박자 내지는 구절은 단지 무궁화 꽃 한 송이가 피었다는 의미로 여겨질 수 있다.

## 같이 보기
- 성서비평학